# Titularbistum Giru Mons
Giru Mons (ital.: Girumonte) ist ein Titularbistum der römisch-katholischen Kirche.
Es geht zurück auf einen untergegangenen Bischofssitz in der gleichnamigen antiken Stadt, die in der römischen Provinz Mauretania Caesariensis im heutigen nördlichen Algeriens lag.
| Nr. | Name                                                  | Amt                                    | von               | bis              |
| --- | ----------------------------------------------------- | -------------------------------------- | ----------------- | ---------------- |
| 1   | Donaldo Chávez Núñez                                  | Weihbischof in Managua (Nicaragua)     | 15. Februar 1966  | 1979             |
| 2   | Anthony Selvanayagam                                  | Weihbischof in Kuala Lumpur (Malaysia) | 6. März 1980      | 2. Juli 1983     |
| 3   | Stefan Moskwa                                         | Weihbischof in Przemyśl (Polen)        | 30. November 1983 | 18. Oktober 2004 |
| 4   | Giambattista Diquattro Titularerzbischof pro hac vice | Apostolischer Nuntius                  | 2. April 2005     |                  |